# Arcytophyllum aristatum
Arcytophyllum aristatum är en måreväxtart som beskrevs av Paul Carpenter Standley. Arcytophyllum aristatum ingår i släktet Arcytophyllum och familjen måreväxter. Inga underarter finns listade i Catalogue of Life.